# Гарамсея
Гарамсея (норв. Haramsøya) — острів в комуні Гарам, в районі Мере-ог-Ромсдал, в Норвегії. Острів розташований між островами Лепсея і Флемсея, на відстані 4 км на північний захід від материкової частини Гараму. Село Остнес розташоване у північно-східній частині острова, де також розташована і церква Гараму. На північному кінці острова розташований маяк Улла.
Острів пов'язаний з материком і островом Лепсея поромом. Уласундський міст з'єднує острів з сусіднім островом Флемсоя на півночі. Станом на 2001 рік населення острова складало 656 чоловік.
| Норвегія | Це незавершена стаття з географії Норвегії. Ви можете допомогти проєкту, виправивши або дописавши її. |